# U.S. Chaos
Gli U.S. Chaos sono un gruppo street/hardcore punk/Oi formatasi nel New Jersey nel 1981 dalle ceneri del gruppo punk della fine degli anni settanta, i The Radicals. 
Sono considerati tra i pionieri dello street punk e dell'Oi!. Famosi per le loro canzoni non-politicamente corrette che affrontavano temi sociali con l'umorismo ed il sarcasmo tipico del punk dei primi anni ottanta.
Dopo aver pubblicato un paio di album, nel 1987 del nucleo originario della band restava ben poco; i membri superstiti decisero di cambiare nome in The chosen few e di iniziare a produrre nuovo materiale.
Nel 1992 organizzarono una riunione per un concerto, cosa che fecero pressappoco ogni anno fino al 1995, quando venne ufficializzata la rinascita del gruppo con i suoi membri storici.

## Formazioni

### Prima dello scioglimento

#### 1982
- Ron - voce
- Gary - chitarra
- HC - chitarra
- Jack - basso
- Spiky - batteria

#### 1983
- Skully - voce
- Gary - chitarra
- HC - chitarra
- Jack - basso
- Spiky - batteria

#### 1984
- Skully - voce
- Gary - chitarra
- Hot Shot - chitarra
- Jack - basso
- Spiky - batteria

#### 1985
- Skully - voce
- Gary - chitarra
- Hot Shot - chitarra
- Jack - basso
- Eddie Enzyme- batteria

#### 1986
- Skully - voce
- Gary - chitarra
- Mark Beer - chitarra
- Jack - basso
- Jade - batteria

Mark Beer

#### 1982
- Skully - voce
- Gary - chitarra
- HC - chitarra
- Jack - basso
- Gene - batteria

#### 1984
- Skully - voce
- Gary - chitarra
- Jack - basso
- Spiky - batteria

#### 1984-1985
- Skully - voce
- Hot Shot - chitarra
- Jack - basso
- Spiky - batteria

#### 1986
- Skully - voce
- Gary - chitarra
- Mark Beer - chitarra
- Jack - basso
- Eddie Enzyme - batteria

#### 1987
- Skully - voce
- Gary - chitarra
- Mark Beer - chitarra
- Tim Taylor- basso
- Jade - batteria

### Reunion

#### 1996
- Skully - voce
- Gary - chitarra
- Jack - basso
- Spiky - batteria

#### 2007 - Attuale
- Skully - voce
- Buddy - chitarra
- Jack - basso
- Spiky - batteria

#### 1997 - 2007
- Skully - voce
- Gary - chitarra
- Jack - basso
- Eddie - batteria

## Discografia
- 1983 - We've Got the Weapons EP
- 1984 - Eye For An Eye / Don't Wanna Live 7"
- 1986 - Complete Chaos LP
- 1997 - You Can't Hear a Picture LP
- 1999 - We Are Your Enemy (split 7"  with Statch and the Rapes)